# The North
Palmarès
2 fois Impact World Tag Team Championship - actuels
The North est une équipe de catch composée de Ethan Page et Josh Alexander.
Ils détiennent le record du plus long règne tout titres confondus à Impact Wrestling avec 383 jours de règne après avoir dépassé le record de 377 jours de Taya Valkyrie.

## Carrière

### Circuit Indépendant (2011-...)
Lors de Menace II Society VIII, Ils effectuent leurs débuts à la Southside Wrestling Entertainment et perdent contre El Ligero et Joseph Conners pour les SWE Tag Team Championship.

### Ring Of Honor (2013-2014)
Le 26 juillet 2014, ils effectuent leur retour, mais perdent contre reDRagon et ne remportent pas les ROH World Tag Team Championship. Lors de Death Before Dishonor XII - Tag 2, ils perdent contre The Decade (Jimmy Jacobs et Roderick Strong). Lors de All Star Extravaganza VI, ils perdent contre R.D. Evans et Moose dans un Four Corner Survival Tag Team Match qui comprenaient également The Decade (Adam Page et B.J. Whitmer) et Caprice Coleman et Takaaki Watanabe.

### Pro Wrestling Guerrilla (2015)
Lors de Don't Sweat The Technique, ils perdent contre Chris Sabin et Matt Sydal. Ils participent ensuite au tournoi DDT4 2015, où ils battent lors du premier tour The World's Cutest Tag Team (Candice LeRae et Joey Ryan) et remportent les PWG World Tag Team Championship, mais ils perdent les titres contre The Beaver Boys (Alex Reynolds et John Silver) lors des Demi-Finales et sont éliminés du tournoi par la même occasion.

### Impact Wrestling (2019-2020)

#### Deux fois champions par équipe de Impact (2019-2020)
Le 12 avril à Impact, Josh Alexander fait ses débuts à Impact Wrestling, rejoignant Ethan Page, faisant équipe ensemble sous le nom de The North. Ils battent ensemble deux jobbers. Le 26 avril à Impact, The North et Moose attaquent The Rascalz (Dez, Trey et Wentz). Le 28 avril lors de Rebellion, The North et Moose battent The Rascalz.

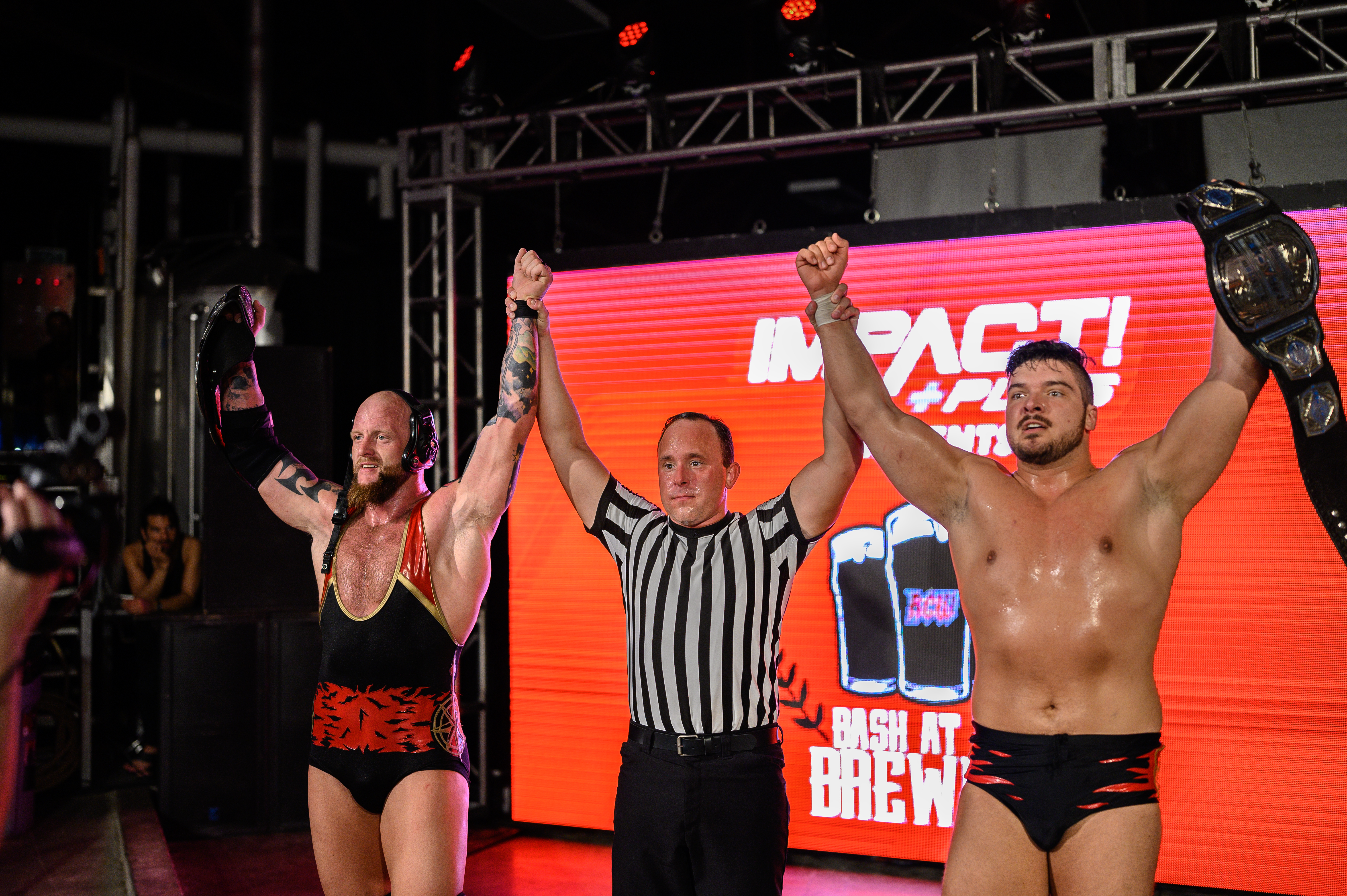
The North après avoir gagné les Impact World Tag Team Championships lors du Bash at the Brewery

Lors de Bash At The Brewery, ils battent The Latin American Xchange et remportent les Impact World Tag Team Championships. Lors de Slammiversary XVII, ils conservent leurs titres contre The Latin American Xchange et The Rascalz (Dez et Wentz).
Le 9 août à Impact, ils conservent leurs titres contre Daga et Ortiz.
Lors de Bound For Glory 2019, ils conservent leurs titres contre Rich Swann et Willie Mack et Rhyno et Rob Van Dam.
Lors de l'Impact du 12 novembre, ils conservent leurs titres contre Eddie Edwards et Naomichi Marufuji.
Lors de l'Impact du 7 avril, ils conservent leurs titres contre Eddie Edwards et Tessa Blanchard.
Lors de l'Impact du 16 juin, ils conservent leurs titres contre The Rascalz (Dez et Wentz), mais ils constatent en coulisses que personne n'avait suivi leur combat et regarder à la place une compilation sur Ken Shamrock. Furieux de cela, ils brisent la tablette. Lors de l'Impact du 23 juin, ils sont toujours énervés que personne n'ait regardé leur match de la semaine dernière et qu'ils aient préféré regarder une compilation sur Ken Shamrock. Comme si celui-ci était une légende. Page ajoute ne pas comprendre la hype du vétéran et l'argent qui lui ait donné comparé à eux, les deux meilleurs lutteurs de la promotion. Shamrock apparaît ensuite derrière eux. Alexander fait savoir qu'il n'a pas peur de ce dernier et le challenge pour un match plus tard dans la soirée qui n'aura pas lieu à cause d'une attaque de Page et Alexander sur le vétéran.
Lors de Slammiversary 2020, ils conservent leurs titres contre Ken Shamrock et Sami Callihan, puis après le match, ils sont défiés par The Motor City Machine Guns (Alex Shelley et Chris Sabin). Lors de l'Impact du 21 juillet, ils perdent les titres contre The Motor City Machine Guns qui mettent fin à leur règne de 383 jours. Ce fut le plus long règne tous titres confondus de l'histoire de Impact.
Lors de Bound for Glory 2020, ils attaquent Alex Shelley avant leur match puis battent ensuite Ace Austin et Madman Fulton, Chris Sabin et The Good Brothers (Doc Gallows et Karl Anderson) et remportent les Impact World Tag Team Championship pour la deuxième fois. Lors de Turning Point 2020, ils perdent leur titres contre The Good Brothers.

## Palmarès
- Alpha-1 Wrestling
  - 1 fois A1 Tag Team Champions

- Fringe Pro Wrestling
  - 1 fois FPW Tag Team Champions

- Impact Wrestling
  - 2 fois Impact World Tag Team Champions (record du plus long règne)

- Insane Wrestling League
  - 1 fois IWL Tag Team Champions

- International Wrestling Cartel
  - 1 fois IWC Tag Team Champions

- Pro Wrestling Guerrilla
  - 1 fois PWG World Tag Team Champions

- The Wrestling Revolver
  - 1 fois PWR Tag Team Champions